# أماني خاتاشان

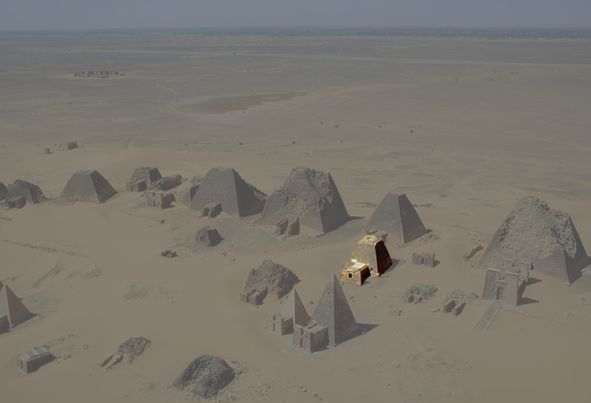
هرم أماني خاتاشان في مروي.

أماني خاتاشان كانت ملكة للنوبة، من المفترض أنها حكمت في القرن الأول أو الثاني بعد الميلاد. لا تعرف أماني خاتاشان إلا من قبرها Beg. N 18 في مروي. هي آخر شخص معروف على العرش النوبي الذي كتب الاسم الصحيح باللغة الهيروغليفية المصرية (الملوك التاليون يكتبون فقط اسم عرشهم باللغة المصرية)، بينما الاسم الصحيح مكتوب بالهيروغليفية المرَّوية، وحتى الآن، لا تُعرف إلا بهرمها رقم 18 في مروي.
أسلوب هرمهما مشابه لأسلوب قبر (Beg. N 16) القريب من قبرها مما يدل أنها ربما حكمت في نفس الفترة التي كان فيها الحاكم المدفون في ذلك القبر. قبر N 16 قد يكون قبر الملك أمانيهارقرم الذي يعود تاريخه إلى نهاية القرن الأول الميلادي. إذ كانت فعلًا تحكم في منتصف القرن الثاني الميلادي، فيُفترض أنها كانت خليفة الملك أمانيتنميد وسلف تاريكينيوال.

## معرض الصور

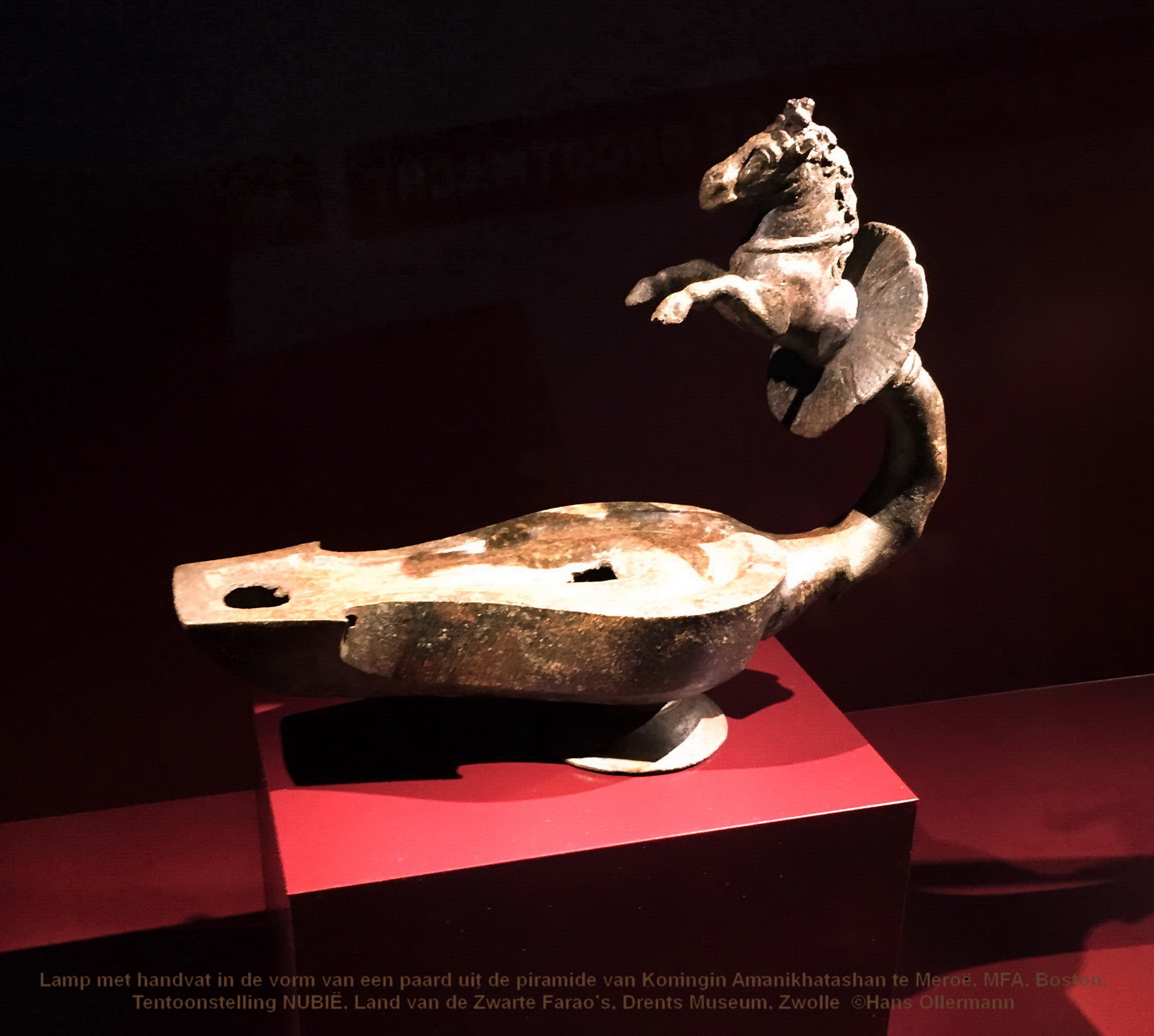
مصباح بمقبض على شكل حصان من هرم الملكة أماني خاتشاشان في مروي. متحف الفنون الجميلة، بوسطن.
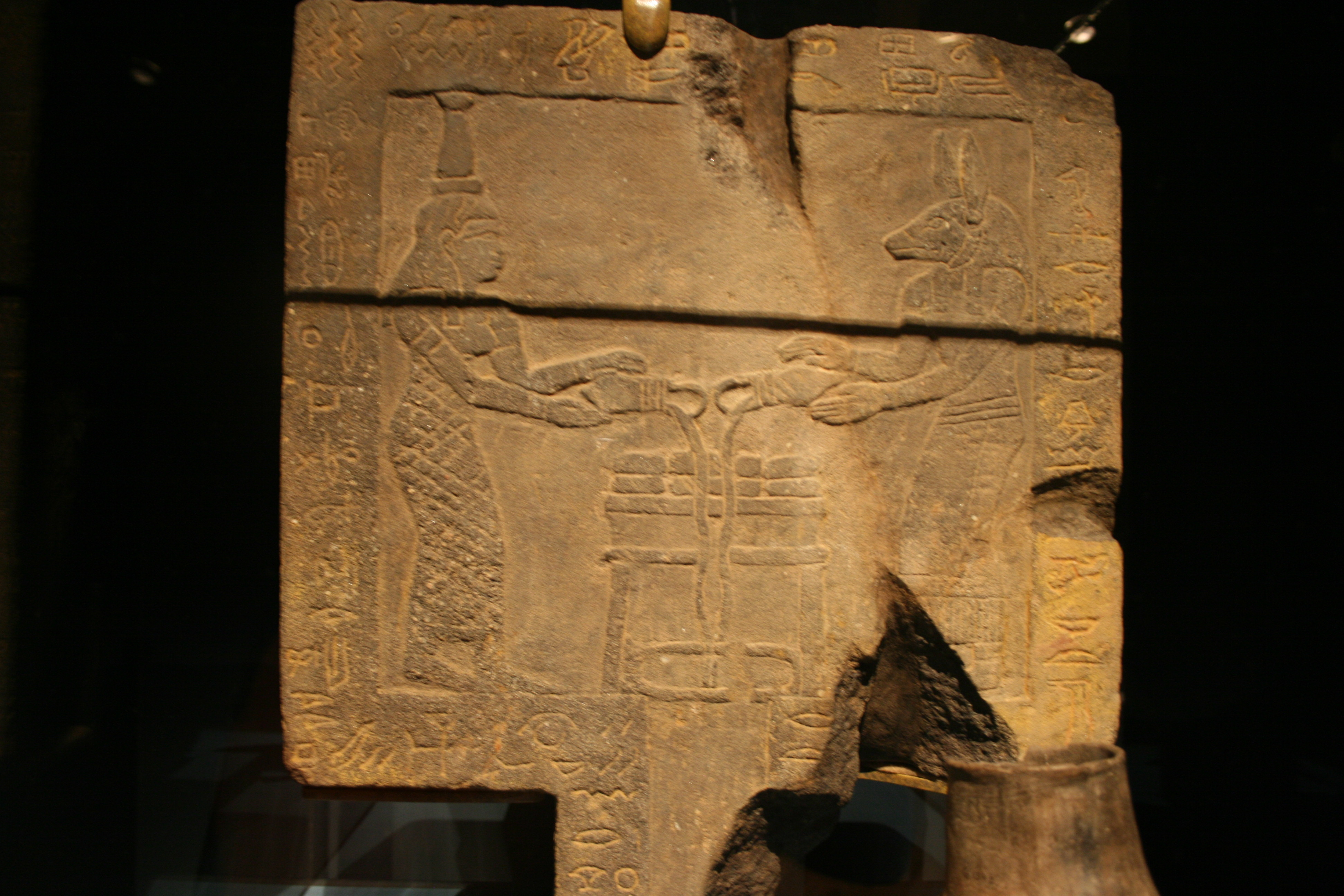
مائدة قرابين الملكة أمانيخاتشان، السودان، العصر المروي، 140-155 م